# Procryptocerus clathratus
Procryptocerus clathratus is een mierensoort uit de onderfamilie van de Myrmicinae. De wetenschappelijke naam van de soort is voor het eerst geldig gepubliceerd in 1896 door Emery.